# لويس بيج
لويس بيج (بالإنجليزية: Louis Page)‏ (27 مارس 1899 بليفربول في المملكة المتحدة - 11 أكتوبر 1959 في المملكة المتحدة) هو مدرب كرة قدم ولاعب كرة قدم بريطاني (وحمل سابقاً جنسية المملكة المتحدة لبريطانيا العظمى وأيرلندا) في مركز الهجوم. شارك مع منتخب إنجلترا لكرة القدم. أما مع النوادي، فقد لعب مع بورت فايل وستوك سيتي ومانشستر يونايتد ونادي إيفرتون ونادي بيرنلي ونادي نورثامبتون تاون ويوفل تاون وSouth Liverpool F.C. ‏.

## وصلات خارجية
- لويس بيج على موقع قاعدة بيانات كرة القدم.إي يو (الإنجليزية)
- لويس بيج على موقع ناشيونال فوتبول تيمز (الإنجليزية)